# Chiesa di San Fidenzio (Megliadino San Fidenzio)
La chiesa arcipretale di San Fidenzio è la parrocchiale di Megliadino San Fidenzio, frazione del comune sparso di Borgo Veneto, in provincia e diocesi di Padova; fa parte del vicariato di Montagnana-Merlara ed è considerata monumento nazionale.

## Storia

### L'antica chiesa romanica
Nel 970 il corpo del terzo vescovo di Padova, San Fidenzio, morto nel 168, viene traslato, per volere dell'allora capo della curia patavina Gauslino Trasalgardo, da Polverara, piccolo centro della provincia patavina, a Megliadino. L'allora cappella longobarda, dedicata a San Tommaso, fu riedificata, eretta ad arcipretale e intitolata a San Fidenzio.
La caratteristica impronta romanica dell'antico edificio non deriva, probabilmente, dai primi lavori dopo la traslazione, che furono presumibilmente solo un ampliamento dall'originaria chiesa longobarda, ma dalla ristrutturazione messa in atto tra il 1235 e il 1245, grazie al contributo di Beatrice d'Este, Regina d'Ungheria. Secondo le visite pastorali di alcuni vescovi di Padova, si dice che tutte le pareti fossero affrescate con affreschi di scuola giottesca, i cui soggetti ci sono tuttavia ignoti. 
Tale edificio era caratterizzato dalla presenza di una grande torre campanaria con orologio che si ergeva di fronte alla facciata, unita a questa tramite una loggia ad arcata.

L'antica chiesa di San Fidenzio, fotografata nel 1888

Grazie all'accrescersi della devozione per San Fidenzio, e alle conseguenti elemosine dei fedeli, nel 1685 viene indetto un nuovo restauro, come riportato su una lapide murata in un pilastro dell'attuale chiesa.
La valenza architettonica e le vicissitudini della sua storia millenaria dell'antica chiesa vengono abbattute irrimediabilmente nel 1888, per far spazio all'attuale, progettata e costruita conservando le linee architettoniche del vecchio monumento. Il territorio perdeva così un monumento dall'altissimo valore storico e artistico.

### La chiesa attuale
L'attuale parrocchiale, anch'essa dedicata a San Fidenzio e costruita a partire dal 1888, integra all'interno parte dell'arredo sacro della preesistente chiesa, come i pregevoli altari del XVII e XVIII secolo, e le sculture in marmo attribuite alla scuola del Bonazza.
Ed è grazie all'abilità del pittore don Demetrio Alpago, morto per un incidente mentre affrescava la chiesa, e al suo allievo Attilio Bordin che l'interno acquisisce, grazie agli affreschi, ancor più notevole splendore e suscita, in chi visita il tempio della cristianità di questa parrocchia, ammirazione e stupore per tanta meraviglia racchiusa tra queste mura.
Nel 1921, con la posa del nuovo pavimento sopra quello preesistente, i lavori interni si avviano alla conclusione, se si esclude l'inaugurazione dell'organo nel 1926 e del campanile nel 1950, consacrato il 3 dicembre dal vescovo di Padova Girolamo Bartolomeo Bortignon.
Dal 19 marzo 2019 è elevata "in perpetuo" alla dignità di Duomo.